# ألين باتريك
ألين باتريك (بالإنجليزية: Allen Patrick)‏ (و. 1984 – م) هو لاعب كرة قدم أمريكية، من الولايات المتحدة الأمريكية.